# سائب خاثر
سائب خاثِر (ت. 63 هـ / 682 م) هو أحد أئمة الغناة والتلحين عند العرب.
هو أبو جعفر سائب بن يسار الليثي بالولاء وهو فارسيّ الأصل. أخذ عن نشيط الفارسي. يعتبر سائب خاثِر أستاذ معبد، و ابن سريج وعزة الميلاء وغيرهم.
قال النويري: «هو أول من عمل العود بالمدينة وغنى به».
وأول لحن صنعه:
وهو أول صوت غني به في الإسلام من الغناء العربي المتقن.